# Jean Dieudonné
Jean Alexandre Eugène Dieudonné (n. 1 iulie 1906, Lille, Franța – d. 29 noiembrie 1992, Paris, Île-de-France, Franța) a fost un matematician francez, cunoscut pentru cercetările sale în domeniile algebrei abstracte, geometriei algebrice și analizei funcționale și pentru activitatea în cadrul grupului Nicolas Bourbaki.

## Activitate științifică
A pus bazele analizei matematice moderne.
Un capitol important din activitatea sa îl constituie studiul funcțiilor univalente reale.
S-a ocupat și cu modernizarea metodei de predare a matematicii.

## Scrieri
- 1960: Foundation of modern Analysis
- 1968: Calcul infinitezimal
- 1969: Éléments d'Analyse
- 1965: Fundaments de l'Analyse moderne.